# Kommadagga
Kommadagga est un hameau situé dans la province du Cap-Oriental, en Afrique du Sud. Kommadagga est géré comme localité de zone rurale par la municipalité locale de Blue Crane Route, dans le district de Sarah Baartman.

## Source
- (en) Cet article est partiellement ou en totalité issu de l’article de Wikipédia en anglais intitulé « Kommadagga » (voir la liste des auteurs).